# Uli der Knecht (Roman)

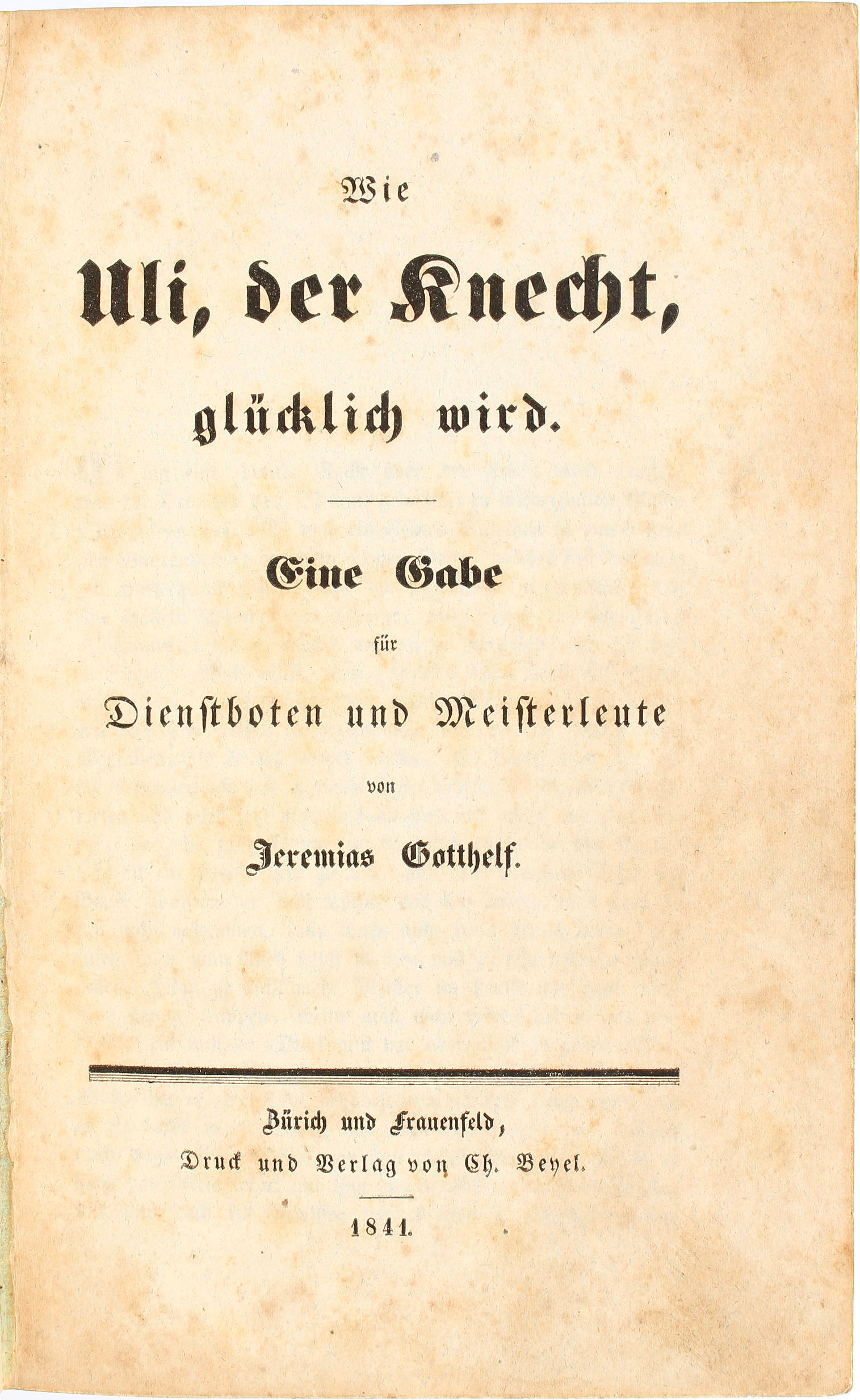
Titelseite der Erstausgabe von 1841.

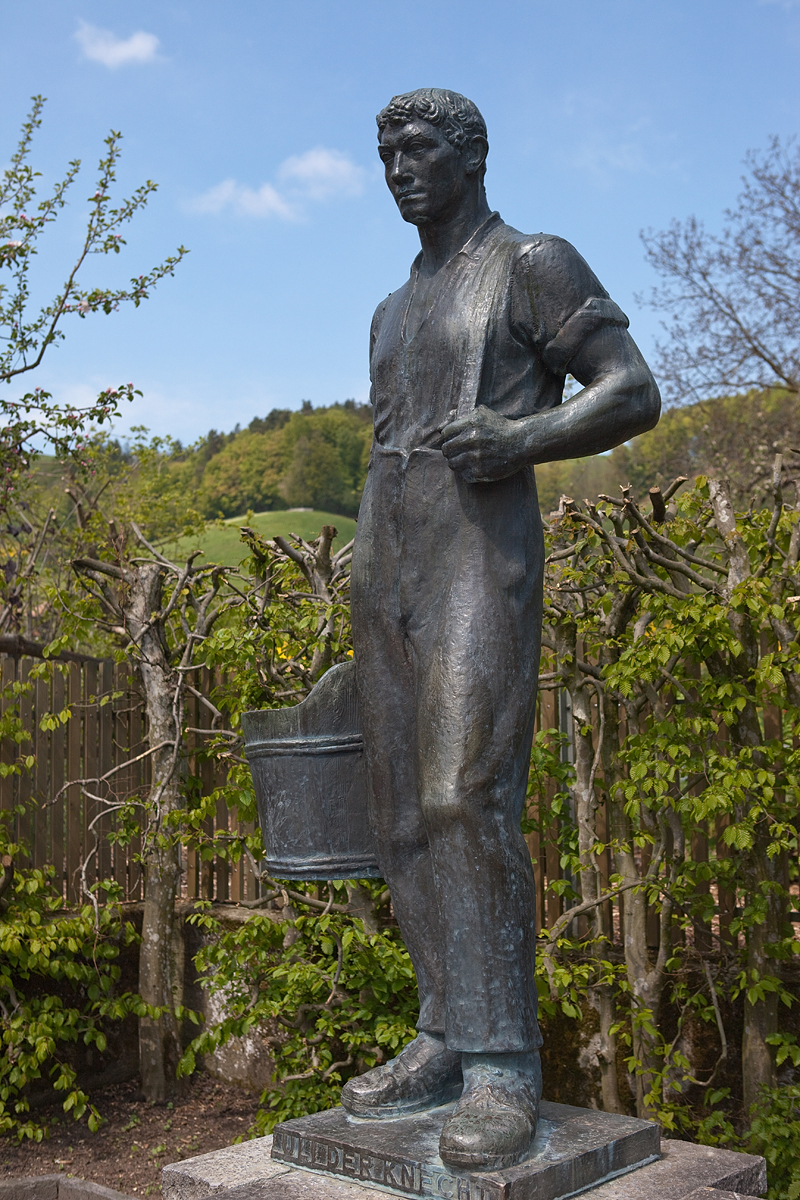
Uli der Knecht, Brunnenfigur geschaffen von Arnold Huggler, vor dem Pfarrhaus in Lützelflüh, dem Wirkungsort von Pfarrer und Schriftsteller Albert Bitzius (Jeremias Gotthelf)

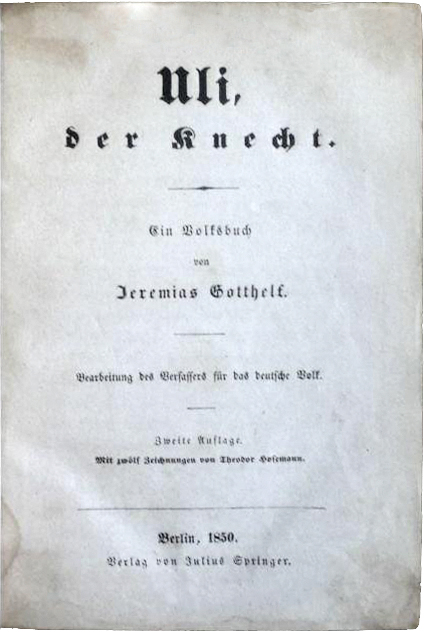
Titelseite der bei Springer erschienenen «verhochdeutschten» Version (2. Auflage).

Der Roman Uli der Knecht, schweizerdeutsch auch Ueli,  von Jeremias Gotthelf (1797–1854) erschien 1841, der Folgeband Uli der Pächter 1849. Es handelt sich formal um einen episodenhaft angelegten Roman. Daneben ist der Roman aber als Bildungsroman/Erziehungsroman einzustufen, der – ganz im Zeichen von Gotthelfs Lehrtätigkeit – den Leser auf den richtigen Weg sowohl hinsichtlich des Geldes wie auch der Ehrfurcht vor Gott und dem Meister führen soll. Der Roman erschien erstmals 1850 in einer französischen Übersetzung; 1999 kam Raymond Laueners Neufassung heraus. 1885 erschien eine erste englische Übersetzung mit dem Titel Ulric, the farm servant.

## Titel
Der Roman erschien 1841 im Schweizer Verlag Ch. Beyel unter dem Titel Wie Uli, der Knecht, glücklich wird mit dem Untertitel Eine Gabe für Dienstboten und Meisterleute. Spätere Ausgaben erschienen aber schon bald mit dem gekürzten Titel Uli der Knecht (mit oder ohne Komma) und ohne Untertitel.

## Sprache
Die Sprache des Romanes ist – im Gegensatz zu anderen Werken wie beispielsweise Jacobs, des Handwerksgesellen, Wanderungen durch die Schweiz (1846/47) – stark dialektal. So tauchen u. a. Begriffe wie «Chacheli» (= Tasse) auf, die auch im heutigen Sprachgebrauch des Berndeutschen nicht wegzudenken sind, aber auch eher vergessene Ausdrücke wie «Gunteräri» (= Gegenteil) auf (vom Französischen beeinflusster Sprachgebrauch der Berner Patrizier). Ein weiterer Punkt sind die Namen, die ebenfalls regionaltypischen Charakter haben (Bsp.: Vreneli). Andererseits ist der Name Uli eine «Verhochdeutschung», im Dialekt lautet der Name Ueli (Ue als Diphthong gesprochen).
1846 erschien bei Julius Springer eine «verdeutschte» Version unter dem Titel: „Uli, der Knecht. Ein Volksbuch. Bearbeitung des Verfassers für das deutsche Volk.“. Die Überarbeitung besorgte Gotthelf selbst, der dabei in ständigem Dialog mit dem deutschen Schriftsteller Ferdinand Schmidt stand. Diese verdeutschte Version ist heute weitgehend vergessen.
Nachdem Gotthelf durch die überarbeitete Version in Deutschland bekannt geworden war, kehrte man schon bald zur Originalfassung zurück. Ferdinand Vetter kombinierte 1886 für seine Ausgabe im Reclam-Verlag den Urtext von 1841 mit den Kapitelüberschriften von 1846, die in der Urfassung noch vollständig gefehlt hatten. «Unverständliche» Dialektwörter erklärte er in einem Glossar. Dieser Vorlage folgen seither alle Neuausgaben.

## Wandel der Figuren
Während die Meister Ulis kaum Veränderungen durchmachen, wandelt sich Uli im Verlauf des ersten Romanes von einem eher liederlichen Charakter hin zu einem gottesfürchtigen und zuverlässigen Mann, der schliesslich seine eigene Familie gründen kann. Lehrer von Uli sind seine Meister und nicht zuletzt auch Vreneli. Der Held des Romanes braucht ein Vorbild, einen Lehrmeister, um zu seinem Glück finden zu können.

## Inhalt
Angabe der wichtigsten Inhalte geordnet nach Kapiteln:
1. Es erwacht ein Meister, es spukt in einem Knechte
Die Bäuerin und der Bauer sind wütend auf Uli (Merck), weil der in letzter Zeit zu viel getrunken hat und seine Arbeit nicht zufriedenstellend erledigt hat. Der Bauer redet also mit Uli, der sich uneinsichtig zeigt. Der Bauer stellt ihm ein Ultimatum von acht Tagen, um sich zu entscheiden. Ansonsten sei er entlassen. Zuerst regt Uli sich über den Bauern auf, doch als er nüchtern ist, regt er sich über sich selbst auf. Er wird aggressiv und glaubt, Anne Lisi sei schwanger – wovor er Angst hat.
2. Ein heiterer Sonntag in einem schönen Bauernhause
Die Gottesfürchtigkeit der Bauersleute wird in Gegensatz zu Ulis Verschwendung gesetzt. Es sollen alle in die Kirche gehen, ausser Johannes und Uli, denn der Meister will erneut mit Uli sprechen. Dann kommt aber die Schwester des Meisters mit ihrer Familie. Johannes kann nicht mit Uli reden. Der Besuch scheint nicht so recht beliebt zu sein und als die überheblichen Leute aus dem Welschland gegangen sind, beginnt der Meister trotz Protestes von Uli die Nachtwache zu halten, um Gelegenheit zum Reden zu haben.
3. Eine Kinderlehre während der Nacht
Der Bauer redet mit Uli und sagt ihm, dass nur er selbst in seiner Angst so böse gewesen sei. Und er sagt auch, dass er wisse, dass es wegen Anne Lisi ist. Uli entgegnet, er rechne sich keineswegs zu den Bösen, er sei noch einer der Besseren. Im Anschluss jammert Uli, wie schlecht es ihm gehe und dass er – im Gegensatz zu Johannes – keinen Menschen habe, dem er fehle, sondern nur sich selbst. Er beginnt zu weinen. Der Bauer tröstet ihn und sagt, auch Uli könne noch Haus und Hof erwerben, doch Uli glaubt nicht daran. Der Bauer lehrt Uli, dass jeder Mensch zwei Dinge habe: Zeit und Kraft, die man nur richtig einsetzen müsse, um glücklich zu werden. Der Pfarrer, von dem der Bauer seine Lehre nimmt, sagte noch: Man müsse Freude haben, auch am Dienst. Wenn man nur freudig, ehrlich und fleissig sei, so habe der Teufel wenig Chancen.
4. Wie eine schlechte Dirne einem braven Meister die Ohren des Knechtes auftut
In diesem Moment kommt das brandschwarze Kalb (mit einem weissen Stern) zur Welt und unterbricht das Gespräch. Uli ist auf einmal sanft und zärtlich. Uli scheint sich im Folgenden zu bessern und ist voller Elan, arbeitet sorgfältig und ohne Aufforderungen. Er sieht ein, dass des Meisters Worte wahr seien und er noch ein Mann werden könnte. Uli rechnet immer wieder seine Finanzen durch, da taucht Anne Lisi auf. Es kommt zum Streit, denn Uli hatte bereits beschlossen, dass er mit Anne Lisi keinen Kontakt mehr haben möchte. Sie versucht ihn wieder für sich zu gewinnen, aber Uli bleibt hart und freut sich, dass er sich seiner Fesseln entledigen konnte. Er erzählt dem Bauern davon und auch von seiner Rechnung. Der Bauer sagt, er müsse halt einfach weniger in den Ausgang gehen, dann könne er bereits einiges sparen und bis Ende des Jahres auch seine Schulden begleichen.
5. Nun kommt der Teufel und säet Unkraut in den guten Samen
Uli benimmt sich ordentlich, er geht wieder zur Kirche. Er hat sogar zwei Neutaler gespart und ist auch sonst sehr fleissig. Weil Uli nun bei dem Bauern beliebter ist, fangen die anderen Knechte und Mägde an zu sticheln. Auch ein dem Bauern feindlich gesinnter Nachbar wirft ein Auge auf Uli, da dieser es vorzieht, seine Mägde und Knechte zu seinen Schuldnern zu machen, damit er sie ausnutzen kann. Als das Spotten nichts nützt, versucht es der Nachbarbauer mit Lob. Damit erst bringt er Uli dazu, seinen Dienst langsam zu verachten. So wirkt das Gift des Nachbarn immer mehr.
6. Wie das Hurnussen dem Uli vom Unkraut hilft
Ein Hornussen soll zwischen zwei Dörfern Erdöpfelkofen und Brönzwyler ausgetragen werden. Uli soll einer der Spieler sein, der die Ehre des Dorfes retten solle. Der Meister rät ihm vom Spielen ab. Als er absagen will, nimmt ihn der Nachbar beiseite und sagt, dass der Meister ihm nur seinen Spass verderben wolle. So sagt Uli dennoch zu. Die Erdöpfelkofer verlieren und Uli muss mit, um zu trinken. Er ärgert sich über sich selbst. Wie erwartet kommt es zu Streitereien und Schlägereien. Resli, der Nachbar, spinnt nun einen Plan, um Uli als den Schuldigen dastehen zu lassen. Er kann ihn auch dazu überreden mitzumachen, jedoch hört Ulis Meister zu und spricht anschliessend mit Uli. Er will Uli beistehen, aber nur, wenn dieser ihm treu ist. Wie es der gesagt hatte, wollen die anderen Uli betrügen. Der Meister regelt es mit Resli und alles scheint in Ordnung zu sein.
7. Wie der Meister für den guten Samen einen Ofen heizt
Obwohl es eigentlich nicht Brauch ist, darf Uli in der warmen Stube lesen. Es gibt zuerst Streit, doch die Bäuerin schlichtet, besonders, als Uli sagt, der Meister habe ihm gesagt, er solle ins Haus kommen. Von da an, nach einem längeren Gespräch Johannes’ mit seiner Frau, kommen die Knechte an den Sonntagen immer in die warme Stube. Dann aber kommen auch andere Knechte und Mägde, bis der Bauer schliesslich ein Machtwort spricht, um die Ordnung wiederherzustellen.
8. Ein Knecht kommt zu Gelde, und alsbald zeigen sich die Spekulanten
Uli hat den Lohn von einem ganzen Jahr erspart und will sich nur drei Hemden anfertigen lassen. Bald wollen sich alle Geld auslehnen, er gibt seinen gesamten Lohn her – in der Hoffnung, das Geld zurückzuerhalten. Die Leute vertrösten ihn immer wieder aufs Neue. Schliesslich fragt der Bauer ihn, was er habe, denn Ulis Zustand hatte sich verschlechtert durch die Sorgen. Der Bauer will ihm helfen und erhält von den 30 Kronen immerhin fünfzehn zurück, die er Uli in die Ersparniskasse legen lässt.
9. Uli steigt im Ansehen und kommt Mädchen in den Kopf
Uli zeigt sich fleissig und sparsam. Bald steigt er im Ansehen der Leute. Auch die Mädchen beginnen sich zu interessieren, namentlich Stini, die Meisterjungfer, und Uersi, die Untermagd. Stini zankt immer, weil sie nur so ihre Zuneigung zeigen kann. Uersi hingegen macht Uli schöne Augen, um ihn zu gewinnen. Der Kampf zwischen den beiden Kontrahentinnen wird immer schlimmer, bis schliesslich Stini (von Uersi) ins Gülleloch gestossen wird und in einem letzten Kampf klar wird, dass Uli keine von beiden will.
10. Wie Uli um eine Kuh handelt und fast eine Frau gekriegt hätte
Uli soll eine Kuh verkaufen, was er schliesslich mit einer Dublone Gewinn (die er behalten darf) auch tut. Auf dem Heimweg begegnet ihm Käthi, die Nachbarstochter, die mit vier Schweinen unterwegs ist, die sie kaum bändigen kann. Uli hilft. Unterwegs gehen sie noch in ein Wirtshaus und essen und trinken. Uli soll bezahlen, da Käthi nicht das richtige Kleingeld hat und die Neutaler noch nicht anbrauchen will. Schliesslich kehrt Uli heim, ist sich sicher, dass Käthi ihn heiraten werde, falls er wolle. Zu Hause überlegt Uli, ob er das Geld vollständig dem Bauern zeigen solle. Schliesslich tut Uli es und wird dafür mit Geld belohnt. Am Abend fragt Uli den Meister, ob Käthi überhaupt die richtige Frau für ihn sein könne und erzählt, was Käthi ihm auch erzählt hatte. Der Bauer meint, als Hausfrau sei sie untauglich, sie könne nur die Arbeit eines Knechtes ausführen, aber weder kochen noch nähen. Eine Bauerntochter würde nur zu hochnäsig sein und das Leben lang dem Mann vorhalten, dass sie einen Besseren hätte finden können. Uli dankt dem Bauern für den Rat, er will ihn befolgen.
11. Wie bei Uli Wünsche sich bilden, und wie der Meister sie ins Leben setzt
Uli arbeitet weiterhin sehr gut und langsam wächst der Wunsch, es einmal zu etwas zu bringen. Doch dafür müsste er ein wenig mehr verdienen. In einem Gespräch erlaubt der Bauer Uli ihm, dass er diesem Wunsch nicht im Wege stehen werden. Im Herbst einmal will der Bauer auf einen Markt gehen. Unterwegs nimmt er Anne Meieli mit. Auf dem Markt trifft Johannes seinen Vetter. Sie kehren in ein Gasthaus ein, um etwas zu trinken und zu essen. Dem Vetter geht es nicht besonders gut. Sein Sohn und seine Tochter sind im Welschland verkommen und können nicht mehr arbeiten – die Arbeit ist nicht mehr machbar. Es kommt heraus, dass der Vetter nach einem vertrauenswürdigen Meisterknecht sucht. Schliesslich schlägt Johannes Uli vor, jedoch mit Zögern, denn der Bauer weiss um den Wert des Knechts. Sie wollen nach Hause fahren, um Uli anzuschauen. Anne Meieli, die von Burri Uli versetzt worden ist, fährt auch mit. Joggeli, der Vetter, fährt mit seinem Wagen nach. Unter einem Vorwand hält Joggeli in einem Dorf, während Johannes weiterfährt. Hier fragt Joggeli den Stallburschen aus, wie es auf Johannes’ Hof zu und her gehe. Auch auf dem Hof angekommen, fragt er die Bäuerin über Uli aus. Diese ist von der Idee, Uli weggehen zu lassen, nicht begeistert. Jedoch ist die Sache abgemacht, ehe die Bäuerin etwas sagen kann. Am nächsten Tag wird Uli unsicher, ob er beim Vetter am richtigen Ort sein werde. Schliesslich ist die Zeit des Abschiedes gekommen und Uli muss seinen Heimatschein holen, um nach Ueftigen zu ziehen.
12. Wie Uli seinen alten Dienstort verlässt und an den neuen einfährt Nach einem tränenreichen Abschied fahren Johannes und Uli los. Bei Joggeli angekommen, will ihnen erst niemand helfen. Dann trifft Uli auf Vreneli, eine arme Verwandte, die aber rein und edelmütig dargestellt wird. Die Bauersfrau gibt Uli grosszügig zu essen. Am nächsten Morgen will Johannes abreisen und Uli begleitet ihn ein Stück weit. Es wird klar, dass auf Uli eine schwierige Zeit zukommt und er vieles zu tun haben wird.
13. Wie Uli sich selbsten als Meisterknecht einführt
Die anderen Knechte sind von Uli nicht gerade begeistert, denn dieser will einiges ändern und die Arbeit besser machen. So zieht er einerseits Hass und Verachtung auf sich, auf der anderen Seite jedoch die Bewunderung von den Meisterleuten, den Mägden und besonders von Vreneli.
14. Der erste Sonntag am neuen Orte
Uli will zur Kirche gehen, was ihm erneut Spott eintreibt. Nur Vreneli hält zu ihm und will auch mitgehen. Auf der Predigt hört er die Leute über Joggeli reden und seine Art, die Knechte schlecht zu behandeln. Schon fast fällt er darauf herein, als er merkt, dass diese Stimmen ihn nur wütend machen wollen. Er geht in seine Kammer und liest in der Bibel. Irgendwann erscheint ein Knecht und fordert Uli auf, entweder Schnaps oder Wein auszugeben. Nach dem Aufenthalt im Wirtshaus, von dem Uli sich jedoch nicht hat einlullen lassen durch Komplimente, greifen die anderen Knechte ihn im Dunkeln an. Uli ist auf einmal verschwunden. Am nächsten Morgen weckt Uli sie alle und nur Vreneli (und später auch die Mutter) wissen, was geschehen ist.
15. Uli kriegt Platz in Haus und Feld, sogar in etlichen Herzen
Uli darf an den Sonntagen im Haus in der Bibel lesen und an seinen alten Meister schreiben. Nicht allen gefällt dies. Elisi, Joggelis Tochter, die eingebildet und dumm ist, und Vreneli stehen einander nicht besonders nah. Elisi legt jeweils den ganzen Tisch mit Schmuck aus, um Uli vertreiben zu können, was Uli böse macht. Im Verlauf der Zeit begeht Uli gemeinsam mit Joggeli das Gut und hat auch im Stall einige Änderungsvorschläge. Das frühe Arbeiten fällt auch den Leuten aus der Umgebung auf. Schliesslich wird die Bürde immer grösser und die Leute tuscheln und Uli hat Mühe, die Leute dazu zu bringen, richtig zu arbeiten. Aber am Schluss ist der Hof schon sehr viel besser gepflegt.
16. Uli kommt zu neuen Kühen und neuen Knechten
Uli soll zwei Kühe verkaufen und neue ankaufen, was er mit Gewinn auch tut. Dann beginnen er und die anderen mit dem Heuen, jedoch zeigt sich erneut, dass er kaum Hilfe hat und fast alles selbst machen muss, da die anderen mehr als unmotiviert sind. Beim Heimfahren eines Fuders Heu eskaliert die Situation und Uli will nur noch weg. Er spricht zuerst mit der Meisterin und dann mit dem Meister. Uli stellt ihn vor die Wahl: entweder er oder Melcher und Karrer. Mit Hilfe der Bäuerin bewegen sie Joggeli dazu, Melcher und Karrer zu entlassen. Im Anschluss daran bessert sich die Situation erheblich und Uli darf nach einiger Zeit zwei neue Knechte begrüssen.
17. Wie Vater und Sohn an einem Knechte operieren
Der Bauer engagiert den Müller, um Ulis Ehrlichkeit und Treue zu prüfen. Uli, der absolut treu ist, kommt der Falle auf die Spur. Er will sofort weg von Joggelis Hof. Die Bäuerin und Vreneli versuchen, ihn zu beschwichtigen. Schliesslich verspricht Joggeli, Uli nicht mehr zu prüfen, trotzdem aber ein Auge auf ihn zu haben. Man einigt sich und geht in die Stube hinunter, um einen Kaffee zu trinken. Es ist Erntezeit und an der Sichleten wird gut gegessen. An diesem Tag kommt auch der Sohn aus Frevlingen, um sich am Ganzen gütlich zu tun. Die Frau des Sohnes wird als Zierpüppchen dargestellt. Diese Familie wird als verlogen dargestellt und schliesslich will der Sohn Uli für sich in Anspruch nehmen, was Vreneli mitbekommt und weiterleitet.
18. Wie eine gute Mutter viel Ungerades gerade, viel Böses gut macht
Die Meisterin stellt einige Dinge mit Uli klar, denn sie will den Zwist zwischen Uli und Vreneli lösen. Dies klappt auch und es folgt eine gute Herbsternte. Uli wird von seinen Mitknechten beneidet und es herrscht Unmut über das viele Arbeiten.
19. Eine Tochter erscheint und will Uli bilden
Elisi macht sich an Uli heran, doch dieser ist eher genervt. Dann auf einmal will Elisi zu ihrem Bruder gehen. Nach anfänglichem Widerwillen der Familie gibt diese nach und Uli soll Elisi führen. Unterwegs muss Uli sich zu ihr setzen – erst, wenn Leute sie beobachten könnten, muss er wieder auf seinen Sitz. Uli ist stark genervt. Auf dem Rückweg will Elisi ganz plötzlich unbedingt bald heiraten und macht sich an Uli heran. Dieser wehrt zuerst ab, doch zum Schluss kommt es zu einem Kuss. Das Pferd scheut und Uli muss versuchen, sicher nach Hause zu gelangen.
20. Uli kriegt Gedanken und wird stark im Rechnen
Elisi will nun unbedingt Uli heiraten. Dieser sieht einerseits das viele Geld und weiss andererseits, dass er Elisi abstossend findet. Elisi läuft ihm die meiste Zeit nach, doch Uli versteckt sich häufig vor ihr (vielfach bei Vreneli). In einem Abschnitt wird angedeutet, dass Vreneli die uneheliche Tochter von Joggeli ist. Auf einem Markt schliesslich trifft Uli seinen alten Meister, der ihm rät, Elisi nicht zu heiraten. Uli meint, Johannes möchte ihm sein Glück nicht gönnen und will nun ernsthaft Elisi bis zum Herbst heiraten oder von Joggelis Hof verschwinden.
21. Wie eine Badefahrt durch eine Rechnung fährt
Die Mutter und Elisi reisen auf den Gurnigel. Zu Hause werkeln Vreneli und Uli sehr gut miteinander und alles läuft hervorragend. Auf einem Ausflug nach Blumenstein fragt ein (angeblicher) Baumwollhändler Elisi, ob es ihn heiraten wolle. Mutter und Elisi stimmen dem zu, dann geht es nach Hause, um den Vater auch um Erlaubnis zu bitten.
22. Von innern Kriegen, welche man mit einer Verlobung beendigen will
In der Glungge (Joggelis Hof) herrscht ein kleiner Krieg: Joggeli will nicht einen Herrn zum Schwiegersohn haben und Uli fühlt sich betrogen. Schliesslich trifft der Baumwollhändler ein. Vreneli tröstet Uli, der zuerst einfach fortgehen wollte und sich schliesslich anders besinnt. Joggeli will eine vierzehntägige Bedenkzeit, jedoch scheint er bereits ziemlich überzeugt zu sein.
23. Von nachträglichen Verlegenheiten, welche statt des Friedens aus der Verlobung kommen
Nach der Bedenkzeit sagen die Eltern nach einer Szene Elisis der Heirat zu. Nun wird in einer kurzen Sequenz klar, dass der Bräutigam die Familie nur ausnehmen will. Uli spricht mit Joggeli, er wolle fort. Auch Vreneli will fort.
24. Von einer anderen Fahrt, welche durch keine Rechnung fährt, sondern unerwartet eine schliesst
Die Mutter will fort, um sich (angeblich) zu erholen. Auf die Reise zu Johannes nimmt sie Vreneli und Uli mit. Insgeheim aber will sie die beiden verheiraten und den Hof Uli zum Lehen geben. Uli spricht mit seinem alten Meister über Vreneli, die er liebt. Auf dem Rückweg spricht nun endlich die Meisterin vom Heiraten. Nach einer langen Gegenwehr von Seiten Vrenelis, die insgeheim Uli ebenfalls liebt, willigen beide ein, Vreneli jedoch handelt sich eine Bedenkzeit bis zum nächsten Morgen aus. Spät in der Nacht kehren sie zur Glungge zurück.
25. Der Knoten beginnt sich zu lösen
Am nächsten Morgen sagt Vreneli ja, und die beiden sind vorerst glücklich. Joggeli hingegen ist wütend, weil alles hinter seinem Rücken abgemacht wurde. Doch auch er willigt schliesslich in Lehen und Heirat ein. Jetzt aber will der Mann von Elisi das Ganze verhindern. Dieser will nämlich den Hof selbst haben. Die ganze Verwandtschaft ist da, als der Mann von Elisi Vreneli zu einem Vertrag zwingen will. Diese aber schlägt ihn mit einem Holzscheit blutig. Der Tochtersmann sagt u. a., dass er Elisi nur des Geldes wegen geheiratet habe. Elisi und er werden vom Hof vertrieben. Durch ihre Aktion erhält Vreneli das Versprechen von Johannes (dem Sohn), ein Stück des Hausrates übernehmen zu dürfen.
26. Wie Vreneli und Uli auf hochzeitlichen Wegen gehen und endlich Hochzeit halten
Es dauert einige Zeit, bis sich Vreneli endlich dazu entschliesst, sich trauen zu lassen. Uli und Vreneli heiraten in der alten Heimat Ulis. Am Schluss gibt es einen kleinen Ausblick auf die Ehe, die eine glückliche zu sein scheint.

## Adaption
Uli der Knecht wurde 1954 unter der Regie von Franz Schnyder mit den Darstellern Hannes Schmidhauser und Liselotte Pulver in den Hauptrollen verfilmt. Auch der zweite Band Uli der Pächter (1849) erfuhr ein Jahr später eine filmische Umsetzung.

## Ausgaben
- Wie Uli der Knecht glücklich wird, eine Gabe für Dienstboten und Meisterleute. In: Rudolf Hunziker, Hans Bloesch (Hrsg.): Jeremias Gotthelf (Albert Bitzius): Sämtliche Werke. In Verbindung mit der Familie Bitzius herausgegeben. Fortgeführt durch Kurt Guggisberg und Werner Jucker. Erlenbach/Zürich 1921–1977, Band 4.
- Uli der Knecht. Schweizer Druck- und Verlagshaus AG, Zürich.
- Uli der Knecht. Herausgegeben von Hans Franck. Mit Holzschnitten von Johannes Lebek. Union Verlag, Berlin 1958.